# Чорнозуб Валерій Петрович
Валерій Петрович Чорнозуб (7 листопада 1953, Миколаїв) — український спецпризначенець. Генерал-майор. Т.в.о. Голови Служби зовнішньої розвідки України (лютий — квітень 2005).

## Життєпис
Народився 7 листопада 1953 року в місті Миколаїв. У 1975 році закінчив Миколаївський кораблебудівний інститут. Потім закінчив курси з поглибленого вивчення англійської мови при цьому інституті, працював на Миколаївському суднобудівному заводі ім. 61 Комунара.
З 1982 року почалася військова служба в органах державної безпеки. Спочатку він проходив її в Управлінні КДБ УРСР по Херсонській області, а потім в Управлінні КДБ УРСР по Миколаївській області. До червня 1985 року був оперативним уповноваженим і старшим оперуповноваженим у різних підрозділах зазначених управлінь.
У подальшому його служба пов'язана з роботою в центральному апараті зовнішньої розвідки КДБ УРСР. До вересня 1988 року він працює старшим оперуповноваженим 3 відділу Першого управління КДБ УРСР, після чого його призначають на посаду начальника напрямку зазначеного відділу. Далі пройшов шлях від заступника начальника відділу до заступника начальника Управління науково-технічної розвідки Головного управління розвідки СБ України. Після цього його було призначено начальником Управління економічної розвідки, а у серпні 1994 року — заступником начальника Головного управління — начальником Управління економічної розвідки ГУР СБУ. У 1994 році присвоєно військове звання полковник.
У листопаді 1995 року призначений на посаду першого заступника начальника розвідувального органу СБУ. У 1997 році він стає генерал-майором, а у жовтні 2000 року його направляють у тривале закордонне відрядження до однієї з країн Сходу. Після повернення з-за кордону у липні 2004 року його було призначено першим заступником директора департаменту — начальником ГУР департаменту розвідки СБУ. Після створення Служби зовнішньої розвідки України він з листопада 2004 року обіймає посаду директора 1-го департаменту, а з грудня цього ж року — першого заступника Голови Служби зовнішньої розвідки України України.
З лютого по квітень 2005 року тимчасово виконував обов'язки Голови Служби зовнішньої розвідки України. Член Міжвідомчої координаційної комісії Антитерористичного центру при Службі безпеки України.
У грудні 2005 року він звільнився з військової служби (за станом здоров'я) і до березня 2006 року був радником Голови Служби, потім був призначений на посаду першого заступника Голови Служби зовнішньої розвідки України і йому був присвоєний третій ранг державного службовця.
У липні 2006 року він звільнився з лав Служби зовнішньої розвідки України.

## Нагороди та відзнаки
- орден Богдана Хмельницького ІІІ ступеня (2004),
- Грамота Верховної Ради України (2005),
- Нагрудний знак «Почесна відзнака Служби безпеки України» (1998),
- Відзнака «Іменна вогнепальна зброя» (1999),
- Почесна відзнака ГУР СБ України (2002)